# ルノー・6
ルノー・6(Renault 6,R6)は、フランスの自動車製造会社であるルノーが製造販売していた自動車である。フランス語では「6」を「シス」(仏: six)と読む。

## 概要
4の上級版として開発され、1968年のパリモーターショーで発表された。ルノー・4と同一のエンジン、プラットフォームを利用していたが、ルノー・4よりも大型化された。デザインは4よりも現代的にされ、16に類似していた。
1970年のモデルまでは、一回り小さなルノー・4の845 cc エンジンを積んでいたため、パワー不足によりメディアに批判された。その後、1970年のパリモーターショーでルノー・8に用いられていた1.1 L クレオンエンジンを搭載したモデルが発表された。そのモデルには新型のトランスミッションや冷却システム、フロントディスクブレーキが採用された。さらに同年、スペイン市場においては自動車税課税非対象の956 cc エンジンを搭載したモデルを発売した。
1974年にはヘッドランプ形状を丸型から角型に変更し、また新型のテールランプやブラックプラスチックグリル、新型バンパーを採用した。
フランスを含む欧州での生産は1980年に終了したが、コロンビアではルノー・9の生産が開始された1984年、スペインとアルゼンチンでは1986年までそれぞれ生産された。